# Acisclo Manzano
Acisclo Rogelio Manzano Freire, nacido en Orense el 6 de mayo de 1940, es un escultor español muy activo en la comunidad autónoma de Galicia.

## Trayectoria
Estudió en la Escuela de Formación Profesional Acelerada y en la Escuela de Artes y Oficios de Santiago de Compostela. Trabajó en uno corto período en el taller de Francisco Asorey. Se integró en el grupo "O volter" con Jaime Quessada y Xosé Luis de Dios  y en el grupo "Siete artistas gallegos", con Manuel Buciños, Arturo Baltar, Virxilio Fernández Cañedo y Xavier Pousa Carrera.
Fue medalla nacional de Arte Juvenil y realizó exposiciones individuales en España y fuera de ella. En el año 2008 es nombrado académico numerario de la Real Academia Gallega de Bellas Artes en la sección de escultura.

## Obra
Empezó con un expresionismo de extraordinaria fuerza. Más tarde fue hacia formas recluidas, vagamente figurativas. La etapa ibicenca está directamente inspirada en los restos del Partenón.
Ha ilustrado distintas obras de los escritores Luis González Tosar y Miguel Mosquera Paans.

## Publicaciones
- 2008, Archivos de la memoria y el mar, Ourense.[2][3]

## Galería

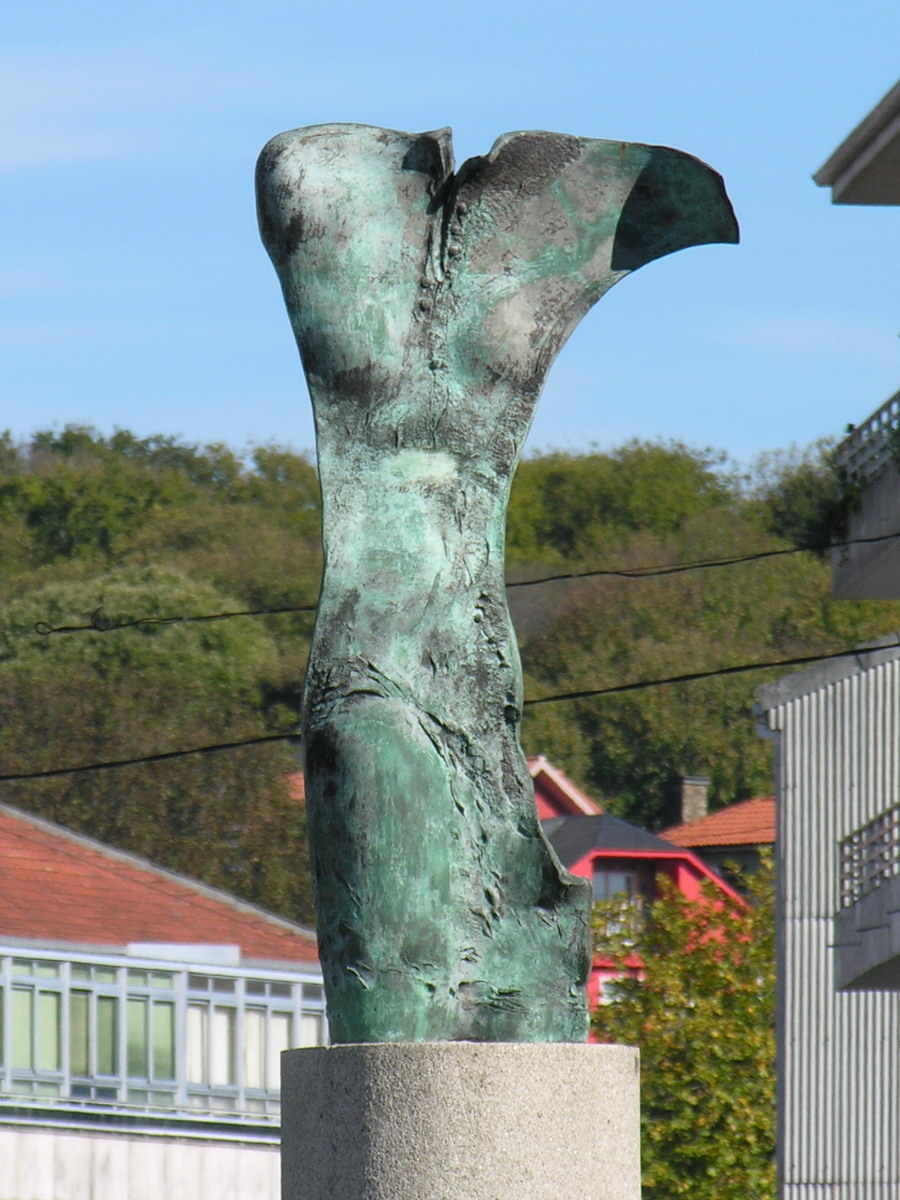
Diosa del Deza en Lalín.
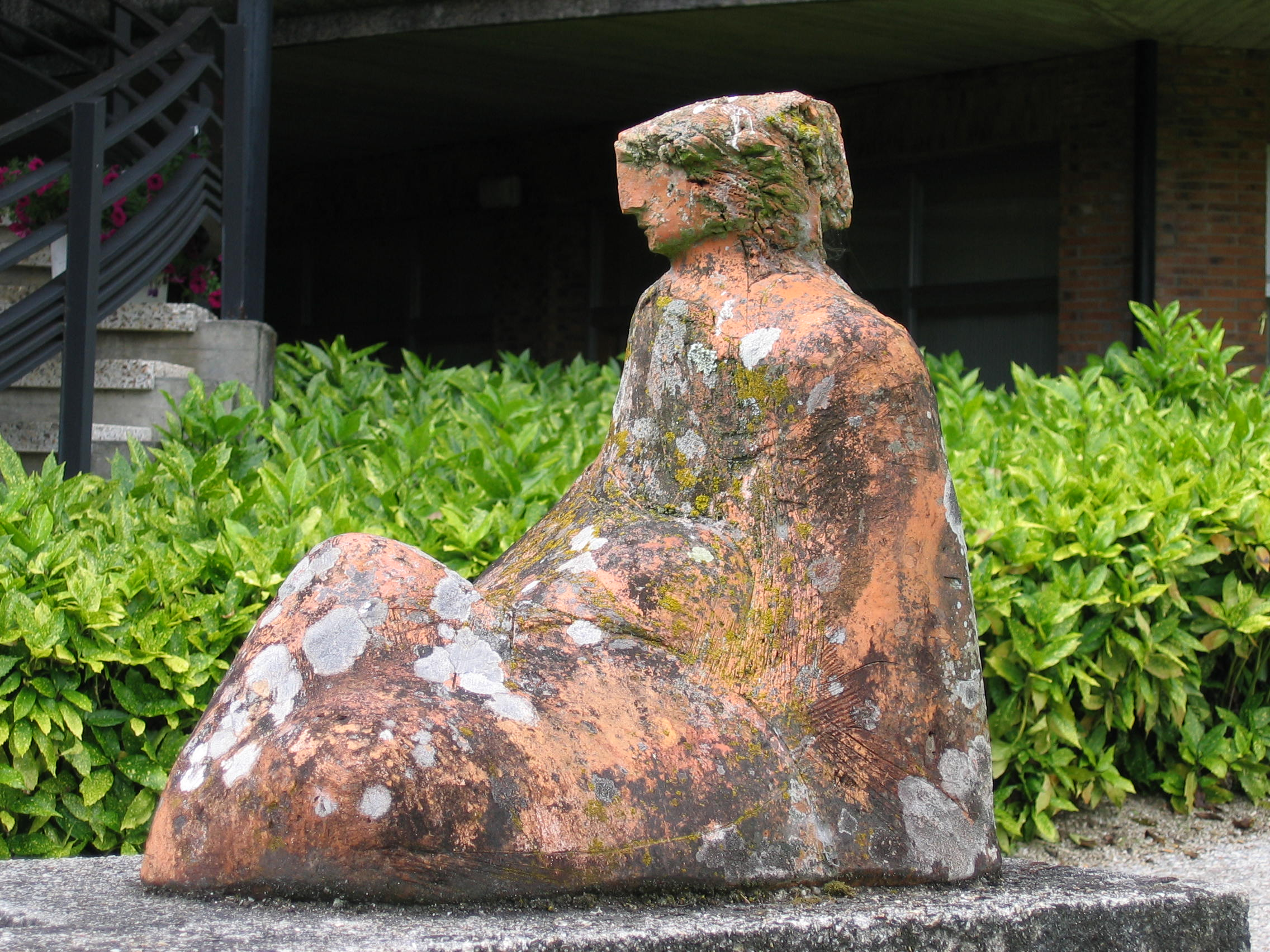
Estatua en las instalaciones de la Secretaría General para El Turismo, en la Barcia (Compostela)